# Temporada de tufões no Pacífico de 2009
A temporada de tufões no Pacífico de 2009 foi uma temporada abaixo da média que gerou apenas 22 tempestades nomeadas, 13 tufões e cinco super tufões. Também foi reconhecida como a estação mais mortífera das Filipinas por décadas. A primeira metade da temporada foi muito tranquila, enquanto a segunda metade da temporada foi extremamente ativa. A primeira tempestade chamada Kujira, foi desenvolvida em 3 de maio, enquanto a última tempestade chamada Nida, dissipou-se em 3 de dezembro.
Durante Agosto, o tufão Tufão Morakot devastou Taiwan matando cerca de 800 pessoas e foi conhecido pelo tufão mais mortífero que atingiu o país. Os Tufões Ketsana e Parma afetaram as Filipinas, causando inundações extremas que mataram mais de 600 pessoas com danos superiores a US$300 milhões de ambas as tempestades. O tufão Nida durante o final de novembro alcançou ventos de 285 km/h, o mais intenso da bacia desde o Tufão Paka em 1997.
O objetivo deste artigo é limitado ao Oceano Pacífico noroeste, ao norte da linha do Equador e a oeste da Linha Internacional de Data. Os ciclones formados em todo o Pacífico noroeste são monitorados e ganham um nome dado pela Agência Meteorológica do Japão (AMJ). Sistemas, inclusive depressões tropicais, que se formam ou adentram na área de responsabilidade da Administração de Serviços Atmosféricos, Geofísicos e Astronômicos das Filipinas (PAGASA) ganham um segundo nome. Isto pode acarretar para um mesmo sistema tropical a atribuição de dois nomes.

## Previsões para a temporada
Desde a temporada de 2000, o Laboratório de Pesquisas Atmosféricas na Universidade da cidade de Hong Kong tem previsto o número esperado de ciclones tropicais, tempestades nomeadas e tufões numa temporada. As previsões são liberadas em Abril e Junho.
Esta temporada, a UCHK previu uma temporada dentro da média. Uma temporada média, de acordo com a UCHK, tem 31 ciclones tropicais, 27 tempestades nomeadas e 17 tufões. Em sua previsão de Abril, a UCHK previu 31 ciclones tropicais, 27 tempestades nomeadas e 18 tufões.

## Resumo da temporada
O primeiro ciclone tropical da temporada, a depressão tropical Auring, formou-se logo no início de janeiro. Em maio, o tufão Kujira afetou as Filipinas, causando 23 fatalidades. Dias depois, foi a vez do tufão Chan-hom atingir as Filipinas, causando mais 60 fatalidades. Em junho, a tempestade tropical Linfa causou chuvas torrenciais na China e Taiwan, causando 11 mortes. Dias depois, a tempestade tropical Nangka também provocou chuvas torrenciais na região central filipina, causando outras 6 fatalidades. A tempestade tropical Soudelor foi o primeiro ciclone tropical da temporada a atingir o sul da China, e causou 15 mortes. Em julho, o tufão Molave foi o primeiro ciclone tropical da temporada a ameaçar Hong Kong, mas Molave causou pelo menos 4 fatalidades na China. A tempestade tropical Goni provocou chuvas torrenciais no sul da China no início de agosto, provocando 16 fatalidades após ter provocado outras 12 dias antes nas Filipinas.
O tufão Morakot foi o pior desastre natural em Taiwan nos últimos dez anos, provocando mais de 630 mortes ainda em agosto. A tempestade tropical Etau foi o pior ciclone tropical a afetar o Japão em 2009, causando 23 fatalidades. Em setembro, o tufão Choi-wan foi o pior tufão a afetar as Ilhas Marianas do Norte desde 2004. No final daquele mês, o tufão Ketsana deu início a uma sequência de grandes desastres naturais nas Filipinas; suas chuvas torrenciais causaram a morte de mais de 450 pessoas no arquipélago. Ketsana também foi o primeiro grande ciclone tropical a afetar o Vietnã em 2009, e causou a morte de mais de 150 pessoas naquele país. O tufão Parma deu continuidade à série de catástrofes naturais nas Filipinas, causando mais 450 fatalidades no arquipélago apenas uma semana após a passagem de Ketsana. O tufão Melor foi o segundo intenso tufão a afetar as Ilhas Marianas do Norte em 2009, e causou 3 fatalidades ao atingir o Japão no início de outubro. O tufão Mirinae fechou a sequência de desastrosos ciclones tropicais que atingiram as Filipinas em 2009, causando pelo menos 34 fatalidades no arquipélago ainda em outubro. No Vietnã, Mirinae causou ainda mais estragos e causou mais 160 fatalidades naquele país. O tufão Nida foi o mais intenso tufão da temporada e o mais intenso tufão dos últimos dez anos no Pacífico Noroeste, mas seus danos ficaram limitados ao mar agitado, pois não afetou diretamente nenhuma região costeira.

## Tempestades

### Depressão tropical Auring
A Administração de Serviços Atmosféricos, Geofísicos e Astronômicos das Filipinas (PAGASA) identificou a formação de uma depressão tropical em 3 de janeiro, a leste da região de Mindanau, associado a uma zona de distúrbios meteorológicos que persistia na região desde 30 de dezembro de 2008. No mesmo dia, a Agência Meteorológica do Japão também considerou a formação de uma depressão tropical na região.
A partir de então, Auring começou a seguir para o norte e para o norte-nordeste, sob a influência de uma alta subtropical ao seu leste e um cavado de médias latitudes ao seu noroeste. O cavado também produziu cisalhamento do vento, que impediu a intensificação da depressão e causou o seu enfraquecimento. Com isso, a depressão se degenerou para uma área de baixa pressão remanescente e a PAGASA emitiu seu aviso final sobre o sistema em 5 de janeiro. A AMJ também desclassificou o sistema para uma área de baixa pressão remanescente no dia seguinte.
Com a ameaça de Auring, a PAGASA içou sinais de tempestade nível I para algumas províncias da região de Mindanau e Visayas. Auring produziu fortes chuvas na região de Mindanau, Filipinas, causando severas enchentes, forçando 38.764 pessoas a saírem de suas residências para procurar abrigos de emergência. As enchentes destruíram 294 casas, mataram uma pessoa e deixou outras duas desaparecidas. 12.211 pessoas ficaram presas em portos devido às condições marítimas perigosas causadas pela depressão. 14 caminhões, 44 carros, 75 passageiros de ônibus, 27 barcos e outros 295 veículos também ficaram presos em estradas e em docas. 305 residências foram destruídas e outras 610 foram danificadas. Além disso, cerca de 53 hectares de plantações de arroz e 3,5 hectares de plantações de milho foram afetadas. Cerca de 44 000 pessoas foram afetados pela depressão e os danos foram estimados em 23 milhões de pesos filipinos (cerca de 500.000 dólares - valores em 2009).

### Depressão tropical Bising
Em 9 de fevereiro, uma área de perturbações meteorológicas começou a mostrar sinais de organização, a cerca de 150 km ao norte de Palau. Inicialmente, o sistema apresentava áreas de convecção profunda se formando à beira de um cavado de baixa pressão de baixos níveis, numa região com cisalhamento do vento moderado. O sistema continuou a se organizar lentamente, e a Administração de Serviços Atmosféricos, Geofísicos e Astronômicos das Filipinas (PAGASA), a agência meteorológica responsável pela meteorologia nas Filipinas, classificou o sistema para uma depressão tropical, e lhe atribuiu o nome "Bising". Durante as primeiras horas (UTC) de 13 de fevereiro, o centro da depressão fez landfall na ilha filipina de Dinagat, com ventos máximos sustentados de 45 km/h.
A partir de então, Bising começou a se enfraquecer, e a PAGASA desclassificou o sistema para uma área de baixa pressão remanescente ainda naquela noite.
Imediatamente após a formação da depressão em 13 de fevereiro, a PAGASA içou sinais públicos de tempestade nível I para parte das regiões filipinas de Visayas e Mindanau. Porém, todos os alertas e avisos foram descontinuados assim que a depressão se degenerou para uma área de baixa pressão remanescente no dia seguinte. Cerca de 473 pessoas ficaram impedidas de viajar devido ao cancelamento de várias balsas, principalmente nas localidades de Liloan e Ormoc. Em Cebu, cerca de 1 600 pessoas também ficaram impedidas de viajar devido ao cancelamento das balsas durante a passagem da depressão. As chuvas torrenciais associadas ao sistema remanescente de Bising causaram deslizamentos de terra, que bloquearam uma importante autoestrada na Ilha Cebu.

### Depressão tropical Crising
Uma área de perturbações meteorológicas formou-se em 28 de abril sobre o mar da China Meridional, a oeste de Manila, capital das Filipinas. Sob condições meteorológicas favoráveis, a perturbação começou a mostrar sinais de organização, e com isso, o Joint Typhoon Warning Center (JTWC) emitiu um Alerta de Formação de Ciclone Tropical (AFCT) ainda naquele dia. Durante a madrugada do dia seguinte, a Administração de Serviços Atmosféricos, Geofísicos e Astronômicos das Filipinas (PAGASA) classificou o sistema para uma depressão tropical, atribuindo-lhe o nome Crising.
Porém, as condições meteorológicas ficaram menos favoráveis durante aquele dia, levando à degradação da depressão. Durante aquela noite, o JTWC cancelou o AFCT. A PAGASA ainda manteve o sistema como uma depressão até a noite (UTC) de 1 de maio, quando a agência filipina desclassificou Crising para uma área de baixa pressão remanescente e emitiu seu aviso final sobre o sistema.

### Tufão Kujira (Dante)
Uma área de perturbações meteorológicas que persistia a leste-nordeste das Filipinas começou a mostrar sinais de organização em 28 de abril. O sistema continuou a se organizar gradualmente, e a Administração de Serviços Atmosféricos, Geofísicos e Astronômicos das Filipinas (PAGASA) classificou a perturbação para uma depressão tropical durante a madrugada de 1 de maio e lhe atribuiu o nome local Dante. As previsões foram confirmadas e o JTWC classificou a perturbação para a depressão tropical "01W" ainda durante aquela manhã.
O sistema continuou a se intensificar, e o JTWC classificou o sistema para uma tempestade tropical ainda naquela tarde (UTC). A Agência Meteorológica do Japão também classificou o sistema para uma tempestade tropical durante as primeiras horas (UTC) de 3 de maio, atribuindo-lhe o nome Kujira, que foi submetido à lista de nomes de tufões pelo Japão. Seguindo para nordeste, Kujira afastou-se do arquipélago filipino e começou a se intensificar mais rapidamente. Mais tarde naquele dia, a AMJ classificou Kujira para uma tempestade tropical severa, e para um tufão durante a manhã (UTC) de 4 de maio. O JTWC também classificou Kujira para um tufão naquela manhã. A partir de então, Kujira começou a sofrer rápida intensificação, auxiliada pelas excelentes condições meteorológicas naquela região. Durante a noite (UTC) de 4 de maio, Kujira atingiu seu pico de intensidade, com ventos máximos sustentados de 215 km/h, segundo o JTWC, ou 150 km/h, segundo a AMJ.
A partir de então, Kujira entrou em estabilidade, com ventos máximos sustentados de 195 km/h, enquanto seguia continuamente para leste-nordeste, afastando-se do arquipélago filipino. No entanto, a partir da noite (UTC) de 6 de maio, Kujira começou a se interagir com a zona baroclínica, e a transição extratropical do ciclone começou. Com isso, Kujira começou a se enfraquecer rapidamente, e ainda naquela noite, a AMJ desclassificou Kujira para uma tempestade tropical severa. Durante a madrugada (UTC) de 7 de maio, o JTWC desclassificou Kujira para uma tempestade tropical, e emitiu seu aviso final sobre o sistema assim que o ciclone completava a sua transição extratropical. No entanto, a AMJ manteve Kujira como um ciclone tropical, apesar de desclassificar o sistema para uma simples tempestade tropical ainda naquela manhã (UTC). Finalmente, no início daquela noite (UTC), a AMJ desclassificou Kujira para uma área de baixa pressão extratropical remanescente e emitiu seu aviso final sobre o sistema.
Sobre as Filipinas, Kujira provocou chuvas torrenciais, que causaram a morte de 27 pessoas e deixaram 9 pessoas desaparecidas. Kujira também causou mais de um bilhão de pesos filipinos em prejuízos, principalmente na agricultura. Mais de 2 300 residências foram danificadas ou destruídas.

### Depressão tropical 02
Na noite (UTC) de 1 de maio, a Agência Meteorológica do Japão começou a monitorar uma depressão tropical ao norte de Yap, Micronésia. No entanto, as condições meteorológicas não estavam favoráveis, e a depressão sucumbiu com os efeitos do forte cisalhamento do vento associado ao tufão Kujira. A depressão se dissipou a sul-sudoeste de Iwo Jima em 4 de maio.

### Tufão Chan-hom (Emong)
Uma área de perturbações meteorológicas, remanescente da depressão tropical Crising, começou a mostrar sinais de organização em 1 de maio, a leste do Vietnã. O sistema continuou a se organizar gradualmente, e durante a manhã de 3 de maio, a Agência Meteorológica do Japão (AMJ) classificou o sistema como uma depressão tropical plena, e como uma tempestade tropical horas mais tarde, atribuindo-lhe o nome Chan-hom, que foi submetido à lista de nomes de tufões pelo Laos. Ainda naquela tarde, o JTWC classificou o sistema para a depressão tropical "02W", e para uma tempestade tropical ainda naquela noite (UTC). Chan-hom continuou a se intensificar gradualmente, e em 5 de maio, a AMJ classificou o sistema para uma tempestade tropical severa. Chan-hom continuou a se intensificar gradualmente enquanto seguia para leste-nordeste, sobre o mar da China Meridional, e se tornou um tufão, segundo a AMJ, durante o início da noite (UTC) de 6 de maio. Horas depois, o JTWC também classificou o sistema para um tufão. Chan-hom continuou a seguir para leste-nordeste, atingindo seu pico de intensidade durante a manhã (UTC) de 7 de maio, com ventos máximos sustentados de 155 km/h, segundo o JTWC, ou 120 km/h, segundo a AMJ, pouco antes de fazer landfall na costa oeste da ilha de Luzon, norte das Filipinas, nesta intensidade.
A partir de então, Chan-hom começou a se enfraquecer rapidamente sobre os terrenos montanhosos de Luzon, e se enfraqueceu para uma tempestade tropical severa, segundo a AMJ, mais tarde naquele dia. O JTWC desclassificou Chan-hom para uma depressão tropical logo após Chan-hom ter atingido a ilha de Luzon. Com isso, o JTWC emitiu seu aviso final sobre o sistema, mas seis horas depois voltou a emitir avisos sobre o ciclone tropical assim que Chan-hom voltou a se organizar a leste das Filipinas; naquele momento o JTWC também classificou Chan-hom novamente para uma tempestade tropical. Porém, as condições meteorológicas ficaram menos favoráveis, e Chan-hom não foi capaz de voltar a se intensificar; naquele momento, Chan-hom começou a seguir bruscamente para norte, continuando a se degradar continuamente. A AMJ desclassificou Chan-hom para uma tempestade tropical simples ao meio-dia de 8 de maio, e emitiu seu aviso final sobre o sistema durante o início da meia-noite de 9 de maio. Pouco antes, o JTWC havia desclassificado Chan-hom novamente para uma depressão tropical, e emitiu seu aviso final durante a madrugada (UTC) de 9 de maio, apesar de voltar a emitir avisos regulares sobre Chan-hom a partir de 10 de maio assim que o centro de circulação de baixos níveis do ciclone apresentou uma ligeira melhora. Os avisos foram decontinuados no dia seguinte, com a dissipação total do sistema.
A ilha de Luzon, Filipinas, foi grandemente afetada pelo tufão. Os danos foram grandes na agricultura da região. Mais de 380 000 pessoas foram afetadas, e 60 mortos foram relatados pelas autoridades filipinas.

### Tempestade tropical severa Linfa
Uma área de perturbações meteorológicas a sudeste de Palau começou a mostrar sinais de organização em 10 de junho. Porém, o sistema não foi capaz de se desenvolver emquanto seguia para nordeste, a leste das Filipinas. Em 17 de junho, a circulação ciclônica de baixos  níveis ficou mais bem organizada a oeste de Luzon, e a AMJ classificou o sistema para uma depressão tropical plena ainda naquela manhã. Horas depois, o JTWC também classificou a perturbação para uma depressão tropical, atribuindo-lhe a designação 03W. Sobre o mar da China Meridional, o sistema começou a se intensificar, e o JTWC o classificou para uma tempestade tropical mais tarde naquele dia. A AMJ fez o mesmo na manhã de 18 de junho, atribuindo-lhe o nome "Linfa". A partir de então, Linfa teve um breve período de rápida intensificação, e se tornou uma tempestade tropical severa, segundo a AMJ, horas depois. A tendência de intensificação continuou, e o JTWC classificou linfa para um tufão durante a manhã (UTC) de 19 de junho. Mais tarde naquele dia, Linfa atingiu seu pico de intensidade, com ventos máximos sustentados de 140 km/h, segundo o JTWC, que foram corrigidos mais tarde para 120 km/h, ou 110 km/h, segundo a AMJ.
A partir de então, as condições meteorológicas menos favoráveis começaram a enfraquecer o ciclone, e o JTWC desclassificou Linfa para uma tempestade tropical na manhã de 21 de junho. Já se enfraquecendo, Linfa fez landfall na costa da província chinesa de Fujian, e, a partir de então, começou a se enfraquecer mais rapidamente. A AMJ desclassificou Linfa para uma simples tempestade tropical ainda na tarde de 21 de junho. Sobre terra, Linfa perdeu praticamente todas as suas áreas de convecção profunda, e na madrugada (UTC) de 22 de junho, o JTWC desclassificou o sistema para uma depressão tropical. Horas mais tarde, a AMJ fez o mesmo, e emitiu seu aviso final sobre o sistema. O JTWC também emitiu seu aviso final sobre o sistema durante aquela tarde.
Linfa causou significativos impactos, principalmente em Taiwan e na China. Pelo menos 7 pessoas morreram como consequência dos efeitos do ciclone, e os danos provocados por Linfa, tanto na China quanto em Taiwan, somaram 11 milhões de dólares (valores de 2009).

### Tempestade tropical Nangka (Feria)
Uma área de perturbações meteorológicas começou a mostrar sinais de organização em 18 de junho, a noroeste de Chuuk, Micronésia. No entanto, o sistema não demonstrou sinais de intensificação até em 22 de junho, quando áreas de convecção profunda começaram a se formar em torno de uma circulação ciclônica d ebaixos níveis mais consolidada. Com isso, a AMJ classificou o sistema para uma depressão tropical naquele dia. Horas mais tarde, o JTWC também classificou o sistema para uma deprewssão tropical, e lhe atribuiu a designação 04W. Com boas condições meteorológicas, a depressão logo alcançou a intensidade de tempestade tropical durante a madrugada de 23 de junho, segundo o JTWC, ou no início daquela manhã (UTC), segundo a AMJ, que lhe atribuiu o nome "Nangka". Porém, Nangka logo atingiu a costa da ilha Samar, Filipinas. A interação da tempestade com o arquipélago filipino causou a interrupção de sua tendência de fortalecimento.
Ao seguir para noroeste, nangka não foi capaz de voltar a se intensificar assim que alcançou o mar da China Meridional devido às condições meteorológicas mais desfavoráveis. Nangka atingiu seu pico de intensidade, com ventos máximos sustentados de 65 km/h, segundo o JTWC, ou 75 km/h, segundo a AMJ. Em 26 de junho, pouco antes de Nangka fazer landfall na costa da província chinesa de Guangdong, o JTWC desclassificou o sistema para uma depressão tropical, e emitiu seu aviso final pouco depois. Praticamente ao mesmo tempo, a AMJ fez o mesmo.
Pelo menos 6 pessoas morreram nas Filipinas como resultado dos efeitos de Nangka no país. Os estragos causados pela tempestade foram calculadas em 54.000 dólares.

### Tempestade tropical Soudelor (Gorio)
Uma área de perturbações meteorológicas a norte-noroeste de Yap, Micronésia, começou a mostrar sinais de organização em 7 de julho. O sistema continuou a se intensificar gradualmente enquanto seguia para oeste-noroeste, e em 9 de julho, o JTWC classificou o sistema para uma depressão tropical, atribuindo-lhe a designação 05W. A AMJ também classificou o sistema para uma depressão tropical no início da madrugada (UTC) de 10 de julho. Com condições meteorológicas favoráveis, o ciclone continuou a se organizar, e o JTWC clasisificou o sistema para uma tempestade tropical durante a madrugada (UTC) de 11 de julho. Horas depois, a AMJ também classificou o sistema para uma tempestade tropical, atribuindo-lhe o nome "Soudelor".
No entanto, as condições meteorológicas ficaram menos favoráveis, e o JTWC desclassificou Soudelor para uma depressão tropical ainda naquela manhã (UTC). A AMJ manteve Soudelor como uma tempestade tropical até o sistema fazer landfall na Península de Leicheu, sul da China. A partir de então, Soudelor se desorganizou com a interação com terra, e não foi capaz de voltar a se intensificar sobre o golfo de Tonquim. Soudelor se dissipou em 12 de julho na costa do Vietnã, e tanto a AMJ quanto o JTWC emitiram seus avisos finais sobre o sistema.
Quase 20 000 pessoas foram afetadas e pelo menos uma pessoa morreu como consequência das fortes chuvas associadas a Soudelor nas Filipinas. Em Hainan, China, pelo menos 15 pessoas foram mortas pelas chuvas torrenciais associadas ao ciclone. Outras três pessoas morreram no norte do Vietnã devido às chuvas torrencias associadas ao sistema remanescente de Soudelor, que se dissipava sobre a região.

### Depressão tropical 06W (Huaning)
Uma área de perturbações meteorológicas começou a mostrar sinais de organização em 10 de julho, a leste-nordeste de Yap, Micronésia. O sistema continuou a se organizar lentamente, e a Administração de Serviços Atmosféricos, Geofísicos e Astronômicos das Filipinas (PAGASA) classificou o sistema como a depressão tropical Huanging em 12 de julho. No dia seguinte, o JTWC também classificou o sistema para uma depressão tropical, e lhe atribuiu a designação 06W.
No entanto, a depressão não foi capaz de se intensificar devido a sua interação com terra, e em 14 de julho, o sistema se dissipou assim que atingiu a costa chinesa.

### Tufão Molave (Isang)
Uma área de perturbações meteorológicas começou a mostrar sinais de organização a sudeste das Filipinas em 10 de junho. Inicialmente, o sistema não foi capaz de se desenvolver, mas condições meteorológicas mais favoráveis levaram a intensificação do sistema. Em 15 de julho, a AMJ classificou o sistema para uma depressão tropical. Horas depois, o JTWC também classificou o sistema para uma depressão tropical, atribuindo-lhe a designação 07W. O sistema continuou a se organizar, o o JTWC classificou o sistema para uma tempestade tropical ainda naquela noite (UTC). A AMJ também classificou o sistema para uma tempestade tropical no dia seguinte, nomeando-o como "Molave". Molave continuou a se intensificar gradualmente, e na manhã (UTC) de 17 de julho, se tornou uma tempestade tropical severa, segundo a AMJ. Em 18 de julho, a AMJ classificou Molave para um tufão. Horas mais tarde, o JTWC também classificou o sistema para um tufão.
Porém, como Molave já estava bastante próximo da costa da província chinesa de Guangdong, Molave alcançou, naquele momento, seu pico de intensidade, com ventos máximos sustentados de 120 km/h. Logo em seguida, Molave fez landfall na costa chinesa, e começou a se enfraquecer rapidamente. Molave se enfraqueceu para uma tempestade tropical severa, segundo a AMJ, ainda no início (UTC) daquela noite. Horas depois, o JTWC também desclassificou Molave para uma tempestade tropical. Seguindo para o interior da China, Molave continuou a se enfraquecer rapidamente, e a AMJ desclassificou o sistema para uma simples tempestade tropical no início da madrugada (UTC) de 19 de julho.
Pelo menos 4 pessoas morreram como consequência dos efeitos do tufão na China.

### Tempestade tropical Goni (Jolina)
A tempestade tropical Goni formou-se de uma área de perturbações meteorológicas que persistia a nordeste de Palau começou a mostrar sinais de organização em 28 de julho. Dois dias depois, a Administração de Serviços Atmosféricos, Geofísicos e Astronômicos das Filipinas (PAGASA) classificou o sistema como uma depressão tropical, e lhe atribuiu o nome filipino de ‘Jolina’. Seguindo para oeste-noroeste, a depressão atingiu a costa leste da ilha de Luzon, no norte das Filipinas. A Agência Meteorológica do Japão (AMJ) também classificou o sistema como uma depressão tropical plena durante a manhã (UTC) de 2 de agosto. Naquele momento, o sistema já estava situado sobre o mar da China Meridional. Naquela noite, o Joint Typhoon Warning Center (JTWC) também classificou o sistema para uma depressão tropical, dando-lhe a desiganção “08W”. Continuando a seguir para oeste-noroeste, o sistema continuou a se intensificar, e se tornou uma tempestade tropical, segundo a AMJ, ao meio-dia (UTC) de 3 de agosto. Mais tarde naquele dia, o JTWC também classificou o sistema para uma tempestade tropical. Goni continuou a seguir para nordeste, e atingiu a costa da província chinesa de Guangdong, com ventos máximos sustentados de 85 km/h, segundo o JTWC. Naquele momento, Goni havia também atingido o seu pico de intensidade.
Goni enfraqueceu-se rapidamente sobre o sul da China. Com isso, o JTWC desclassificou Goni para uma depressão tropical e emitiu seu aviso final sobre o sistema na madrugada seguinte. No entanto, a AMJ desclassificou Goni para uma depressão tropical somente ao meio-dia (UTC) de 6 de agosto. No entanto, o sistema remanescente de Goni começou a seguir inesperadamente para sudoeste, e voltou a seguir sobre o mar, no golfo de Tonkin. Com isso, o sistema voltou a se intensificar, e o JTWC classificou o sistema diretamente para uma tempestade tropical na noite (UTC) de 7 de agosto. No entanto, as condições meteorológicas não estavam favoráveis, e o JTWC voltou a desclassificar Goni para uma depressão tropical ainda na manhã de 8 de agosto. O JTWC emitiu seu aviso final sobre Goni ainda naquela noite. A AMJ fez o mesmo na manhã do dia seguinte.
Goni deixou doze fatalidades e outros dois desaparecidos nas Filipinas. O sistema afetou pelo menos 220 000 pessoas no arquipélago. No sul da China, Goni deixou outras seis fatalidades e deixou pelo menos 16 pessoas desaparecidas.

### Tufão Morakot (Kiko)
No início da madrugada de 2 de agosto, a Agência Meteorológica do Japão (AMJ) identificou a formação de uma depressão tropical a cerca de 1000 km a leste das Filipinas. O sistema começou a mostrar sinais de organização na madrugada seguinte, enquanto estava situado a sudeste de Okinawa, Japão. Naquele momento, a AMJ classificou o sistema para uma depressão tropical plena. Horas depois, a Administração de Serviços Atmosféricos, Geofísicos e Astronômicos das Filipinas (PAGASA) também classificou o sistema para uma depressão tropical, e lhe atribuiu o nome filipino de "Kiko". No início daquela noite (UTC), a AMJ classificou o sistema para uma tempestade tropical, atribuindo-lhe o nome "Morakot". No entanto, o Joint Typhoon Warning Center (JTWC) classificou o sistema para apenas uma depressão tropical horas mais tarde, classificando-o também para uma tempestade tropical na madrugada de 4 de agosto. Morakot continuou a se desenvolver gradualmente, e se tornou uma tempestade tropical severa, segundo a AMJ, ainda naquele dia, e para um tufão durante o início da manhã de 5 de agosto. Porém, o JTWC classificou Morakot para um tufão somente naquela noite (UTC). Durante a manhã de 7 de agosto, Morakot atingiu seu pico de intensidade, com ventos máximos sustentados de 150 km/h, segundo a AMJ, ou 155 km/h, segundo o JTWC.
Logo em seguida, Morakot começou a se enfraquecer, e atingiu a costa leste de Taiwan ainda naquela tarde. A partir de então, Morakot se enfraqueceu rapidamente assim que seguia sobre as regiões montanhosas taiwanesas. Com isso, o JTWC desclassificou Morakot para uma tempestade tropical ainda naquela noite. Entretanto, a AMJ desclassificou Morakot para uma tempestade tropical severa somente na noite de 8 de agosto. Na tarde seguinte, Morakot atingiu a costa leste da China, e se enfraqueceu ainda mais. Com isso, a AMJ desclassificou o sistema para uma tempestade tropical simples ainda naquela noite. Ao mesmo tempo, o JTWC desclassificou Morakot para uma depressão tropical e emitiu seu aviso final sobre o sistema. A AMJ fez o mesmo no início da noite seguinte.
Morakot foi o ciclone tropical mais devastador desde o ciclone Nargis em 2008. O tufão causou pelo menos 460 fatalidades em Taiwan e na China, deixando pelo menos outros 190 desaparecidos. Taiwan foi a região mais afetada; a precipitação superou 2700 mm, superior a média anual de regiões equatoriais. Os prejuízos econômicos superaram 4,7 bilhões de dólares, tornando Morakot o ciclone tropical mais custoso desde o furacão Ike em 2008.

### Tempestade tropical Etau
A tempestade tropical severa Etau formou-se de uma área de perturbações meteorológicas que persistia a leste-nordeste de Guam, e que começou a mostrar sinais de organização em 5 de agosto. Nos dias seguintes, a perturbação não se consolidou, mas a partir de 8 de agosto, a perturbação começou a ficar mais bem definida. Com isso, a Agência Meteorológica do Japão (AMJ) classificou o sistema como uma depressão tropical no início daquela madrugada. Poucas horas depois, o Joint Typhoon Warning Center (JTWC) também classificou o sistema para uma depressão tropical, e lhe atribuiu a designação "10W". O sistema continuou a se intensificar, e mais tarde naquele dia, a AMJ classificou a depressão para uma tempestade tropical, atribuindo-lhe o nome "Etau", nome que foi submetido à lista de nomes dos tufões pelos Estados Unidos e significa "nuvem de tempestade" no Palau. Durante aquela noite, o JTWC também classificou o sistema para uma tempestade tropical. Seguindo inicialmente para norte-noroeste, Etau continuou a se intensificar gradualmente, e se tornou uma tempestade tropical severa, segundo a AMJ, durante o início da madrugada de 11 de agosto, quanto atingiu seu pico de intensidade, com ventos máximos sustentados de 95 km/h, segundo a AMJ, ou 75 km/h, segundo o JTWC.
A partir de então, Etau começou a se enfraquecer assim que começou a seguir para leste, deslocando-se paralelamente à costa do Japão. A AMJ desclassificou Etau para uma tempestade tropical simples ainda naquela manhã (UTC). Etau continuou a se enfraquecer gradualmente, e na tarde de 12 de agosto, o JTWC desclassificou o sistema para uma depressão tropical na manhã de 12 de agosto, quanto emitiu seu aviso final sobre o sistema. A AMJ também desclassificou Etau para uma depressão tropical na manhã de 13 de agosto, emitindo seu aviso final sobre o sistema na manhã seguinte.
Antes da aproximação de Etau da costa japonesa, as autoridades locais retiraram quase 50 000 pessoas de suas residências como preparativos à chegada da tempestade. As chuvas fortes associadas a Etau causaram enchentes severas no arquipélago japonês, causando pelo menos 24 fatalidades e deixando outros dois desaparecidos. Os prejuízos econômicos totais causados pela tempestade ainda são desconhecidos.
Em atualizações pós-tempestade, a AMJ determinou que Etau não conseguiu atingir a intensidade de uma tempestade tropical severa e o desclassificou para uma simples tempestade tropical.

### Depressão tropical Maka
O sistema remanescente da tempestade tropical Maka começou a mostrar sinais de organização em 13 de agosto, perto da Linha Internacional de Data. Com isso, a Agência Meteorológica do Japão (AMJ) classificou o sistema para uma depressão tropical. Horas depois, a AMJ classificou o sistema como uma depressão tropical plena. Durante o início da noite (UTC) de 14 de agosto, o JTWC reclassificou o sistema para uma depressão tropical, e para uma tempestade tropical na noite seguinte. O sistema atingiu seu pico de intensidade no início da madrugada (UTC) de 16 de agosto, com ventos máximos sustentados de 85 km/h, segundo o JTWC, ou 55 km/h, segundo a AMJ.
No entanto, a partir daquela tarde, Maka começou a se enfraquecer gradualmente devido ao aumento do cisalhamento do vento. Com isso, o JTWC desclassificou Maka para uma depressão tropical na tarde de 17 de agosto. Maka se degenerou para uma área de baixa pressão remanescente ainda naquela noite, e a AMJ emitiu seu aviso final sobre o sistema. O JTWC também emitiu seu avisos final sobre o sistema na manhã seguinte.

### Tufão Vamco
O tufão Vamco formou-se de uma área de perturbações meteorológicas que persistia a norte do Atol de Kwajalein, Ilhas Marshall. O sistema não se consolidou nos dias seguintes, mas em 16 de agosto, sua circulação ciclônica de baixos níveis ficou bem definida, e a Agência Meteorológica do Japão classificou o sistema como uma depressão tropical. A AMJ classificou o sistema como uma depressão tropical plena no início da madrugada (UTC) de 17 de agosto. Poucas horas depois, o Joint Typhoon Warning Center também classificou o sistema para uma depressão tropical, e lhe atribuiu a designação "11W". Naquela tarde, o JTWC classificou a depressão para uma tempestade tropical, e a AMJ fez o mesmo no início daquela noite, atribuindo-lhe o nome "Vamco". Seguindo para norte-noroeste, Vamco continuou a se intensificar gradualmente, e se tornou uma tempestade tropical severa, segundo a AMJ, ao meio-dia (UTC) de 18 de agosto. Vamco continuou a se intensificar, e se tornou um tufão, segundo a AMJ, no início da madrugada (UTC) de 19 de agosto. O JTWC também classificou o sistema para um tufão poucas horas depois. A partir de então, Vamco começou a sofrer rápida intensificação, que persistiu até o início da madrugada de 20 de agosto, quando os ventos máximos do tufão alcançaram 185 km/h, segundo o JTWC. A partir de então, Vamco continuou a se intensificar gradualmente, e atingiu seu pico de intensidade durante o início da manhã (UTC) de 21 de agosto, com ventos máximos sustentados de 215 km/h, segundo o JTWC, ou 165 km/h, segundo a AMJ.
A partir de então, Vamco começou a se enfraquecer lentamente assim que ganhava latitudes mais altas. Durante a manhã de 25 de agosto, o JTWC emitiu seu aviso final sobre o tufão Vamco assim que o sistema começava a se tornar um ciclone extratropical. No entanto, a AMJ manteve os avisos regulares sobre o sistema, e desclassificou Vamco para uma tempestade tropical severa mais tarde naquele dia. A AMJ emitiu seu aviso final sobre Vamco no início da madrugada de 26 de agosto, quando o sistema completou a sua transição para um ciclone extratropical.

### Tempestade tropical severa Krovanh
A tempestade tropical severa Krovanh formou-se a partir de uma área de perturbações meteorológicas que persistia a nordeste de Saipan, Ilhas Marianas do Norte, em 26 de agosto. O sistema continuou a se organizar gradualmente, e em 28 de agosto, a Agência Meteorológica do Japão (AMJ) classificou o sistema para uma depressão tropical. Poucas horas depois, o Joint Typhoon Warning Center (JTWC) também classificou o sistema para uma depressão tropical, e lhe atribuiu a designação "12W". Mais tarde naquele dia, a AMJ classificou o sistema para uma tempestade tropical, e lhe atribuiu o nome "Krovanh". Poucas horas depois, o JTWC também classificou o sistema para uma tempestade tropical. Krovanh continuou a se intensificar gradualmente, e se tornou uma tempestade tropical severa, segundo a AMJ, no início da noite (UTC) de 29 de agosto. Em análises pós-tempestade, o JTWC classificou Krovanh para um tufão quando o sistema atingiu seu pico de intensidade no início da madrugada de 31 de agosto, com ventos máximos sustentados de 120 km/h. Segundo a AMJ, os ventos de Krovanh chegaram a 110 km/h.
Seguindo para norte, em direção a latitudes mais altas, Krovanh começou a se enfraquecer gradualmente. Em 31 de agosto, o JTWC emitiu seu aviso final sobre Krovanh assim que o sistema começou a se tornar um ciclone extratropical. No entanto, a AMJ ainda manteve os avisos regulares sobre Krovanh, e o desclassificou para uma tempestade tropical simples no início da madrugada de (UTC) 1 de setembro. A AMJ emitiu seu aviso final sobre o sistema mais tarde naquele dia assim que Krovanh completou a sua transição para um ciclone extratropical.
Krovanh passou a poucos quilômetros da costa do Japão, trazendo chuvas e ventos fortes. Pelo menos três pessoas foram feridas no arquipélago japonês.

### Depressão tropical 02C
Em 29 de agosto, a Agência Meteorológica do Japão (AMJ) começou a monitorar a depressão tropical Dois-C, que havia cruzado a Linha Internacional de Data e adentrado a sua área de responsabilidade. No entanto, a depressão não conseguiu se intensificar em condições meteorológicas desfavoráveis, e se degenerou para uma área de baixa pressão em 2 de setembro.

### Tempestade tropical severa Dujuan (Labuyo)
A tempestade tropical severa Dujuan formou-se de uma área de perturbações meteorológicas que persistia a leste das Filipinas começou a mostrar sinais de organização em 29 de agosto. O sistema continuou a se organizar, e em 1 de setembro, a Agência Meteorológica do Japão (AMJ) classificou o sistema como uma depressão tropical. No dia seguinte, a Administração de Serviços Atmosféricos, Geofísicos e Astronômicos das Filipinas (PAGASA) também considerou que o sistema havia se tornado uma depressão tropical, e deu-lhe o nome filipino de "Labuyo". No início daquela noite, a AMJ classificou o sistema para uma depressão tropical plena. O Joint Typhoon Warning Center (JTWC) também classificou o sistema para uma depressão tropical na tarde de 3 de setembro. Poucas horas depois, a AMJ classificou a depressão para uma tempestade tropical, dando-lhe o nome "Dujuan". O JTWC fez o mesmo durante a madrugada (UTC) seguinte. Dujuan continuou a se intensificar gradualmente, e se tornou uma tempestade tropical severa, segundo a AMJ, no início da madrugada de 5 de setembro. Dujuan atingiu seu pico de intensidade durante o início da madrugada de 9 de setembro, com ventos máximos sustentados de 100 km/h, segundo o JTWC,
Porém, o JTWC emitiu seu aviso final sobre Dujuan durante a tarde de 9 de setembro, assim que o sistema estava se tornando um ciclone extratropical. A AMJ também fez o mesmo no início da madrugada de 10 de setembro.

### Tempestade tropical Mujigae (Maring)
Durante a tarde de 8 de setembro, a Adminsitração de Serviços Meteorológicos, Geofísicos e Astronômicos das Filipinas classificou uma área de perturbações meteorológicas a leste das Filipinas como a depressão tropical "Maring". Na manhã (UTC) seguinte, a Agência Meteorológica do Japão (AMJ) classificou o sistema também para uma depressão tropical. Mais tarde naquele dia, o Joint Typhoon Warning Center fez o mesmo, atribuindo-lhe a designação "14W". No início da madrugada (UTC) de 10 de setembro, a AMJ classificou a depressão para uma tempestade tropical, e lhe atribuiu o nome "Mujigae", nome que foi submetido à lista de nomes de tufões pela Coreia do Norte, e refere-se ao arco-íris em língua coreana.
No entanto, as condições meteorológicas desfavoráveis não permitiram um rápido desenvovlimento do sistema. Segundo o JTWC, os ventos máximos sustentados de Mujigae foram de 55 km/h, enquanto que a AMJ declarou que os ventos máximos da tempestade chegaram a 65 km/h. No início da madrugada de 12 de setembro, tanto a AMJ quanto o JTWC emitiram seu avisos finais sobre o sistema.

### Tufão Choi-wan
No início da madrugada (UTC) de 12 de setembro, o Joint Typhoon Warning Center (JTWC) classificou uma área de perturbações meteorológicas a leste das Ilhas Marianas do Norte para uma depressão tropical, e lhe atribuiu a designação "15W". Praticamente ao mesmo tempo, a Agência Meteorológica do Japão (AMJ) classificou o sistema para uma depressão tropical plena, e para uma tempestade tropical no início daquela noite (UTC), atribuindo-lhe o nome "Choi-wan". Poucas horas mais tarde, o JTWC também classificou o sistema para uma tempestade tropical. Com boas condições meteorológicas, Choi-wan rapidamente se intensificou para um tufão, segundo o JTWC, durante a noite de 13 de setembro. A AMJ também classificou Choi-wan para um tufão no início da madrugada de 14 de setembro. A partir de então, Choi-wan começou a se intensificar rapidamente e se tornou o primeiro super tufão da temporada, segundo o JTWC, quando seus ventos máximos sustentados alcançaram 230 km/h. Pouco antes, Choi-wan havia atingido as Ilhas Marianas do Norte, e seu olho passou diretamente sobre a ilha de Guguan. Na tarde de 15 de setembro, os ventos máximos sustentados de Choi-wan alcançaram 260 km/h, intensidade equivalente a um furacão de categoria 5 na escala de furacões de Saffir-Simpson. Com isso, Choi-wan tornou-se o mais intenso ciclone tropical no mundo desde o tufão Jangmi em 2008.
Porém, as condições meteorológicas ficaram mais desfavoráveis a partir de então, Choi-wan começou a se enfraquecer gradualmente assim que seguia para nordeste, contornando Iwo Jima. No início da madrugada de 20 de setembro, a AMJ desclassificou Choi-wan para uma tempestade tropical severa, enquanto que o JTWC emitiu seu aviso final sobre o sistema assim que Choi-wan sofria transição extratropical e se enfraqueceu para uma tempestade tropical. A AMJ também fez o mesmo horas depois.
Apesar de ser um tufão extremamente intenso, Choi-wan causou apenas danos mínimos nas Marianas Setentrionais, limitados apenas a quedas do fornecimento de eletricidade e quedas de árvores.

### Tufão Koppu (Nando)
No início da madrugada (UTC) de 12 de setembro, a Administração de Serviços Atmosféricos, Geofísicos e Astronômicos das Filipinas (PAGASA) classificou uma área de perturbações meteorológicas a leste de Luzon, Filipinas, como uma depressão tropical, e lhe atribuiu o nome filipino de "Nando". Na madrugada seguinte, a Agência Meteorológica do Japão classificou o sistema para uma depressão tropical plena. Com boas condições meteorológicas, o sistema continuou a se desenvolver, e na tarde de 13 de setembro, o JTWC classificou o sistema para uma tempestade tropical. A AMJ fez o mesmo poucas horas depois. Sob condições meteorológicas favoráveis, Koppu continuou a se intensificar, e se tornou uma tempestade tropical severa na manhã (UTC) de 14 de setembro, e um tufão horas depois. Naquela noite, Koppu atingiu seu pico de intensidade, com ventos máximos sustentados de 140 km/h, seguno o JTWC, ou 120 km/h, segundo a AMJ.
No entanto, Koppu atingiu a costa sul da China nesta intensidade, e a partir de então, começou a se enfraquecer rapidamente. No início da madrugada (UTC) de 15 de setembro, a AMJ desclassificou Koppu para uma tempestade tropical severa, e para uma tempestade tropical simples horas mais tarde. Sobre terra, Koppu continuou a se enfraquecer, e se enfraqueceu para uma depressão tropical no início daquela noite, quando a AMJ emitiu seu aviso final sobre o sistema. O JTWC já havia emitido seu aviso final ainda na madrugada de 15 de setembro.

### Tufão Ketsana (Ondoy)
Em 24 de setembro, a Administração de Serviços Atmosféricos, Geofísicos e Astronômicos das Filipinas (PAGASA) classificou uma área de perturbações meteorológicas a leste das Filipinas para uma depressão tropical, e lhe atribuiu o nome filipino de "Ondoy". No início da madrugada (UTC) de 25 de setembro, o Joint Typhoon Warning Center (JTWC) também classificou o sistema para uma depressão tropical, e lhe atribuiu a designação "17W". Ao mesmo tempo, a Agência Meteorológica do Japão (AMJ) classificou o sistema para uma depressão tropical plena. Sob condições meteorológicas razoáveis, o sistema continuou a se intensificar lentamente, e naquela noite (UTC), o JTWC o classificou para uma tempestade tropical. O mesmo fez a AMJ no início da madrugada (UTC) de 26 de setembro. Após atingir o norte das Filipinas, Ketsana continuou a se intensificar, e se tornou uma tempestade tropical severa no início da madrugada (UTC) seguinte. Poucas horas depois, o JTWC classificou Ketsana para um tufão, e a AMJ fez o mesmo ainda naquela manhã (UTC). Durante a manhã (UTC) de 29 de setembro, Ketsana fez landfall na costa do Vietnã, perto da cidade de Hue, durante seu pico de intensidade, com ventos máximos sustentados de 165 km/h, segundo o JTWC.
A partir de então, Ketsana começou a se enfraquecer sobre a Indochina, e a AMJ desclassificou o sistema para uma tempestade tropical severa no início daquela tarde, e para uma tempestade tropical poucas horas depois. O JTWC também desclassificou Ketsana para uma tempestade tropical naquela tarde e emitiu seu aviso final sobre o sistema. A AMJ também desclassificou Ketsana para uma depressão e emitiu seu aviso final sobre o sistema durante a manhã (UTC) de 30 de setembro.
Ketsana causou as mais fortes chuvas nas Filipinas em mais de 40 anos. As severas enchentes causaram mais de 337 mortes e deixaram outras 37 desaparecidas somente no arquipélago filipino. O governo filipino também emitiu estado de calamidade pública em praticamente todo o norte filipino. No Vietnã, Ketsana também provocou grandes impactos; pelo menos 160 pessoas morreram devido às severas enchentes e deslizamentos de terra. Os prejuízos totais causados por Ketsana neses países totalizaram quase 700 milhões de dólares.

### Depressão tropical 18W
No início da madrugada (UTC) de 27 de setembro, o Joint Typhoon Warning Center (JTWC) classificou uma área de perturbações meteorológicas próxima às Ilhas Marshall para uma depressão tropical, e lhe atribuiu a designação "18W". Seguindo para oeste-noroeste, o sistema continuou a se intensificar lentamente, e o JTWC o classificou para uma tempestade tropical na manhã (UTC) de 29 de setembro.
No entanto, a tempestade logo atingiu seu pico de intensidade, com ventos máximos sustentados de 65 km/h. A partir de então, as condições meteorológicas ficaram extremamente desfavoráveis com a expansão do tufão Parma, e o sistema se enfraqueceu para uma depressão ainda naquela manhã (UTC), quando o JTWC emitiu seu aviso final sobre o sistema.
Avisos e alertas de tempestade tropical foram emitidos para Guam. No entanto, a tempestade não causou danos significativos na ilha.

### Tufão Parma (Pepeng)
Na noite (UTC) de 27 de setembro, o Joint Typhoon Warning Center (JTWC) classificou uma área de perturbações meteorológicas próxima a Guam para uma depressão tropical, e lhe atribuiu a designação "19W". Seguindo para oeste, o sistema continuou a se organizar, e no início da madrugada (UTC) de 28 de setembro, a Agência Meteorológica do Japão o classificou para uma depressão tropical plena. Com boas condições meteorológicas, o sistema continuou a se intensificar, e naquela tarde (UTC), o JTWC classificou o sistema para uma tempestade tropical. A AMJ fez o mesmo no início da madrugada (UTC) de 29 de setembro. No início da madrugada (UTC) de 30 de setembro, o JTWC classificou Parma para um tufão. No entanto, a AMJ foi mais conservadora; classificou Parma para uma tempestade tropical severa poucas horas depois, e para um tufão somente no início daquela manhã (UTC). Mais tarde naquele dia, a Administração de Serviços Atmosféricos, Geofísicos e Astronômicos das Filipinas deu ao tufão o nome filipino de "Pepeng" assim que Parma adentrou sua área de responsabilidade. A partir de então, Parma começou a sofrer rápida intensificação, e o JTWC classificou o sistema para um super tufão no início da madrugada (UTC) de 1 de outubro assim que os ventos máximos de Parma alcançaram 240 km/h.
Porém, mudanças internas na estrutura do tufão causou o enfraquecimento de Parma a partir daquela tarde, e o JTWC desclassificou o sistema para um tufão simples. Durante a manhã (UTC) de 3 de outubro, Parma fez landfall no extremo nordeste da ilha de Luzon, norte das Filipinas, com ventos de até 150 km/h, e logo seguiu para o estreito de Luzon, entre o arquipélago filipino e Taiwan. Tornando-se praticamente estacionário, Parma continuou a se enfraquecer. Parma se enfraqueceu para uma tempestade tropical severa, segundo a AMJ, ainda durante aquela noite, enquanto que o JTWC desclassificou Parma para uma tempestade tropical durante a tarde de 4 de outubro. A partir de então, Parma ficou praticamente estacionário ao norte das Filipinas, e se enfraqueceu para uma tempestade tropical simples, segundo a AMJ, na noite (UTC) de 6 de outubro, assim que a tempestade fez o seu segundo landfall sobre as Filipinas. Sobre o relevo montanhoso de Luzon, Parma se enfraqueceu para uma depressão tropical, segundo o JTWC, no início da madrugada (UTC) de 8 de outubro. Após seguir para a costa leste de Luzon, Parma voltou a seguir para oeste, voltando a atingir Luzon mais tarde naquele dia.
Durante a madrugada (UTC) de 11 de outubro, o JTWC voltou a classificar Parma para uma tempestade tropical enquanto o sistema seguia sobre o mar da China Meridional. Em 12 de outubro, Parma fez seu quarto landfall na costa nordeste da ilha de Hainan, China, com ventos de até 65 km/h, e seguiu sobre o golfo de Tonkin no dia seguinte. Após se intensificar, Parma atingiu a costa do norte do Vietnã, e começou a se enfraquecer rapidamente a partir de então. A AMJ desclassificou Parma para uma depressão tropical e emitiu seu aviso final na madrugada de 14 de outubro. O JTWC também emitiu seu aviso final mais tarde naquele dia, após mais de 15 dias de atividade.
Parma causou danos severos em Luzon, norte das Filipinas, onde piorou a destruição causada pelo tufão Ketsana, que havia passado pela mesma região dias antes. Pelo menos 379 pessoas morreram durante a passagem de Parma sobre a região, que ficou estacionado sobre a região por quase uma semana. Dessas mortes, 200 foram causadas por um único deslizamentos de terra.

### Tufão Melor (Quedan)
A Agência Meteorológica do Japão (AMJ) classificou uma área de perturbações meteorológicas logo a norte das Ilhas Marshall para uma depressão tropical plena durante a manhã (UTC) de 29 de setembro. O JTWC também fez o mesmo poucas horas depois, e atribuiu-lhe a designação "20W". Mais tarde naquele dia, o sistema continuou a se intensificar sob condições meteroológicas favoráveis, e se tornou uma tempestade tropical segundo a AMJ, que atribuiu-lhe o nome "Melor". Ainda naquela noite (UTC), o JTWC também classificou o sistema para uma tempestade tropical. Melor continuou a se intensificar, e se tornou uma tempestade tropical severa, segundo a AMJ, no início da noite (UTC) de 30 de setembro. No início da madrugada de 1 de outubro, tanto a AMJ quanto o JTWC classificaram Melor para um tufão. A partir de então, Melor começou a sofrer rápida intensificação, e atingiu seu pico de intensidade no início da madrugada de 4 de outubro, com ventos máximos sustentados de 260 km/h, tornando-se o mais intenso tufão e o segundo tufão com intensidade equivalente a um furacão de categoria 5 na escala de furacões de Saffir-Simpson da temporada de 2009. O primeiro foi o Tufão Choi-wan em menos de um mês.
A partir de então, Melor começou a se enfraquecer lentamente assim que começou a seguir mais para noroeste. Em 5 de outubro, a Administração de Serviços Atmosféricos, Geofísicos e Astronômicos das Filipinas (PAGASA) atribuiu ao tufão o nome filipino "Quedan" assim que o sistema adentrou a sua área de responsabilidade. Mais tarde naquele dia, Melor começou a seguir para norte, e posteriormente para norte-nordeste, assim que alcançou uma bracha na alta subtropical. Seguindo rapidamente para norte-nordeste, melor continuou a se enfraquecer, e atingiu o Japão na noite (UTC) de 7 de outubro. Logo em seguida, na madrugada (UTC) de 8 de outubro, a AMJ desclassificou Melor para uma tempestade tropical severa enquanto que o JTWC desclassificou o sistema para uma tempestade tropical. Ao mesmo tempo, Melor começou a se transformar num ciclone extratropical. Com isso, o JTWC emitiu seu aviso final sobre o sistema naquela tarde. Na madrugada seguinte, a AMJ também desclassificou Melor para um ciclone tropical remanescente e também emitiu seu aviso final sobre o sistema.
Após ter causado danos mínimos nas Marianas Setentrionais, Melor atingiu diretamente o Japão como uma tempestade tropical severa. Vários danos foram relatados, além de três mortes.

### Tempestade tropical Nepartak
Em 8 de outubro, o Joint Typhoon Warning Center classificou uma área de perturbações meteorológicas a oeste das Marianas Setentrionais para uma depressão tropical, atribuindo-lhe a designação "21W". No início da madrugada (UTC) de 9 de outubro, a Agência Meteorológica do Japão (AMJ) também classificou o sistema para uma depressão tropical plena, e para uma tempestade tropical horas mais tarde, atribuindo-lhe o nome "Nepartak", que foi sumetido à lista de nomes de tufões pela Micronésia, e refere-se ao nome de um guerreiro hostórico em Kosrae. Horas mais tarde, o JTWC fez o mesmo. Nepartak atingiu seu pico de intensidade durante a tarde (UTC) de 11 de outubro, com ventos máximos sustentados de 95 km/h.
A partir de então, Nepartak manteve sua intensidade até a madrugada de 13 de outubro, quando começou a se enfraquecer assim que se tornava um ciclone extratropical em latitudes mais altas. Com isso, o JTWC emitiu seu aviso final sobre o sistema ainda naquela manhã, e a AMJ também fez o mesmo no início da madrugada (UTC) de 14 de outubro.

### Tufão Lupit (Ramil)
Em 14 de outubro, a Agência Meteorológica do Japão (AMJ) classificou uma área de perturbações a sudeste das Marianas Setentrionais para uma depressão tropical plena. Poucas horas depois, o Joint Typhoon Warning Center (JTWC) também classificou o sistema para uma depressão tropical, atribuindo-lhe a designação "22W", e para uma tempestade tropical mais tarde naquele dia. A Agência Meteorológica do Japão também classificou o sistema para uma tempestade tropical no início da noite (UTC) seguinte, atribuindo-lhe o nome "Lupit". Na manhã (UTC) de 16 de outubro, a AMJ classificou Lupit para uma tempestade tropical severa. Poucas horas depois, o JTWC classificou o sistema para um tufão, e a AMJ fez o mesmo no início daquela tarde. Momentos antes, a Administração de Serviços Atmosféricos, Geofísicos e Astronômicos das Filipinas havia atribuído o nome filipino "Ramil" ao sistema assim que Lupit adentrou a sua área de reposnabilidade. A partir de então, Lupit começou a sofrer rápida intensificação, e o sistema se tornou um super tufão, segundo o JTWC, na manhã de 18 de outubro, e atingiu seu pico de intensidade na noite (UTC) de 18 de outubro, com ventos máximos sustentados de 260 km/h.
A partir de então, Lupit começou a se enfraquecer gradualmente, e deixou de ser um super tufão, segundo o JTWC, na tarde (UTC) de 19 de outubro. Lupit deixou de ser um tufão, segundo o JTWC, na madrugada (UTC) de 23 doutubro. Poucas horas depois, a AMJ desclassificou Lupit para uma tempestade tropical severa assim que o ciclone começou a seguir para nordeste. Em 26 de outubro, o JTWC emitiu seu aviso final sobre Lupit assim que o sistema se tornava um ciclone extratropical ao largo da costa do sul do Japão. A AMJ também fez o mesmo na manhã de 27 de outubro.

### Tufão Mirinae (Santi)
Na madrugada (UTC) de 26 de outubro, o Joint Typhoon Warning Center (JTWC) classificou uma área de perturbações meteorológicas a leste de Guam para uma depressão tropical, e lhe atribuiu a designação "23W". Mais tarde naquele dia, o JTWC classificou o sistema para uma tempestade tropical. A Agência Meteorológica do Japão, classificou o ciclone para uma depressão tropical plena no início daquela noite (UTC). Com excelentes condições meteorológicas, o sistema começou a se intensificar, e a AMJ classificou o sistema para uma tempestade tropical na manhã de 27 de outubro. atribuindo-lhe o nome "Mirinae". A partir de então, Mirinae começou a sofrer rápida intensificação e se tornou uma tempestade tropical severa naquela noite. A rápida intensificação continuou, e o JTWC classificou Mirinae para um tufão poucas horas depois. A AMJ fez o mesmo no início da madrugada de 28 de outubro. Naquele dia, a Administração de Serviços Atmosféricos, Geofísicos e Astronômicos das Filipinas (PAGASA) atribuiu ao tufão o nome filipino "Santi" assim que o sistema adentrou a sua área de responsabilidade. Mirinae atingiu seu pico de intensidade no início da madrugada (UTC) de 29 de outubro, com ventos máximos sustentados de 165 km/h, segundo o JTWC.
A partir de então, Mirinae manteve sua intensidade enquanto seguia rapidamente para oeste. No entanto, a partir da noite de 30 de outubro, Mirinae começou a se enfraquecer rapidamente assim que sua circulação ciclônica começou a se interagir com as Filipinas, e o JTWC desclassificou Mirinae para uma tempestade tropical, enquanto que a AMJ desclassificou o sistema para uma tempestade tropical severa. Após seguir para o mar da China Meridional, Mirinae continuou a se enfraquecer assim que era afetado por cisalhamento do vento e ar mais seco e frio. Com isso, a AMJ desclassificou o sistema para uma tempestade tropical simples na noite (UTC) de 31 de outubro. Sobre o mar da China, Mirinae manteve sua intensidade, mas voltou a se intensificar pouco antes de atingir a costa do Vietnã, perto de Hue, assim que o JTWC havia classificado o sistema para um tufão na manhã (UTC) de 2 de novembro. Sobre terra, Mirinae enfraqueceu-se para uma tempestade tropical, segundo o JTWC, que emitiu seu aviso final sobre o sistema. e para uma depressão tropical, segundo a AMJ, poucas horas mais tarde, quando a AMJ emitiu seu aviso final sobre o sistema.
Mirinae provocou ventos fortes e chuvas torrenciais durante a sua passagem pelas Filipinas, que já havia sido afetado pelos tufões Ketsana e tufão Parma semanas antes. O tufão causou pelo menos 34 fatalidades no arquipélago e deixou 180.000 desalojados e 19.000 desabrigados. No Vietnã, Mirinae piorou a situação deixada por Ketsana semanas antes, causando mais 116 fatalidades.

### Depressão tropical 24W (Tino)
Em 1 de novembro, a Agência Meteorológica do Japão (AMJ) classificou uma área de perturbações meteorológicas a leste das Filipinas para uma depressão tropical plena. Na manhã (UTC) de 2 de novembro, a Administração de Serviços Atmosféricos, Geofísicos e Astronômicos das Filipinas (PAGASA) classificou o sistema para uma depressão tropical, e lhe atribuiu o nome filipino "Tino". Naquela noite, o Joint Typhoon Warning Center (JTWC) também classificou o sistema para uma depressão tropical e lhe atribuiu a designação "24W".
No entanto, a depressão logo ficou desorganizada assim que começou a afetar as Filipinas devido à piora das condições meteorológicas e tanto a PAGASA, a AMJ e o JTWC emitiram seus avisos finais na manhã de 3 de novembro.

### Depressão tropical 25W
Em 7 de novembro, o Joint Typhoon Warning Center (JTWC) classificou uma área de perturbações meteorológicas a oeste da Ilha Wake como uma depressão tropical, e lhe atribuiu a designação "25W". Mais tarde naquele dia, o JTWC classificou o sistema para uma tempestade tropical. A Agência Meteorológica do Japão (AMJ) classificou o sistema para uma depressão tropical plena no início da madrugada de 8 de novembro. No entanto, com condições meteorológicas desfavoráveis, o sistema logo atingiu seu pico de intensidade, com ventos de até 65 km/h segundo o JTWC.
Na madrugada (UTC) de 9 de novembro, o JTWC desclassificou 25W para uma depressão tropical e emitiu seu aviso final sobre o sistema horas depois. A AMJ fez o mesmo mais tarde naquele dia.

### Depressão tropical 27W (Urduja)
Na manhã (UTC) de 23 de novembro, a Administração de Serviços Atmosféricos, Geofísicos e Astronômicos das Filipinas (PAGASA) classificou uma área de perturbações meteorológicas ao sul das Filipinas para uma depressão tropical, e lhe atribuiu o nome filipino "Urduja". Mais tarde, o Joint Typhoon Warning Center (JTWC) também classificou o sistema para uma depressão tropical, e lhe atribuiu a designação "27W".
No entanto, com condições meteorológicas desfavoráveis, a depressão não conseguiu se desenvolver, e o JTWC emitiu seu aviso final sobre o sistema no dia seguinte.

### Tufão Nida (Vinta)
Na madrugada (UTC) de 22 de novembro, o Joint Typhoon Warning Center (JTWC) classificou uma área de perturbações meteorológicas a sul-sudeste de Guam para uma depressão tropical, atribuindo-lhe a designação "26W". Na madrugada seguinte, a Agência Meteorológica do Japão (AMJ) também classificou o sistema para uma depressão tropical plena. Ainda naquela manhã, o JTWC classificou o sistema para uma tempestade tropical. A AMJ fez o mesmo no início daquela tarde (UTC), atribuindo-lhe o nome "Nida". O ciclone continuou a se intensificar gradualmente, e se tornou um tufão, segudno o JTWC, na manhã (UTC) de 24 de novembro. No entanto, a AMJ classificou Nida apenas para uma tempestade tropical severa no início daquela tarde, e para um tufão no início da madrugada de 25 de novembro. A partir de então, Nida começou a sofrer intensificação explosiva e se tornou um super tufão, segundo o JTWC, naquela tarde. Naquele momento, Nida tornou-se o mais intenso tufão no Pacífico Noroeste desde o tufão Bart em 1999, e atingiu seu pico de intensidade, com ventos máximos sustentados de 295 km/h, segundo o JTWC.
Após variar em intensidade por vários dias e atingir um pico secundário de intensidade, com ventos de até 280 km/h, Nida deixou de ser um super tufão, segundo o JTWC, em 29 de novembro. As condições meteorológicas ficaram mais desfavoráveis com o aumento do cisalhamento do vento, e a AMJ desclassificou Nida para uma tempestade tropical severa na noite (UTC) de 1 de dezembro. O JTWC também desclassificou Nida para uma tempestade tropical na manhã seguinte. Horas mais tarde, a AMJ desclassificou Nida para uma tempestade tropical simples. Nida adentrou à área de responsabilidade da Administração de Serviços Atmosféricos, Geofísicos e Astronômicos das Filipinas (PAGASA), que lhe atribuiu o nome filipino "Vinta". No início da madrugada (UTC) de 3 de dezembro, a AMJ desclassificou Nida para uma depressão tropical e emitiu seu aviso final sobre o sistema. Poucas horas depois, o JTWC fez o mesmo e emitiu seu aviso final sobre o sistema.

### Depressão tropical 28W
Uma área de perturbações meteorológicas a sudeste do Japão começou a mostrar sinais de organização em 4 de dezembro assim que seguia rapidamente para leste-nordeste. Com a organização do sistema, o Joint Typhoon Warning Center (JTWC) classificou o sistema diretamente para uma tempestade tropical na madrugada (UTC) de 5 de dezembro, e lhe atribuiu a designação "28W". No entanto, o primeiro aviso também foi o último, já que a tempestade já estava em contato com a zona baroclínica e estava se tornando um ciclone extratropical.

## Nomes das tempestades
Ciclones tropicais que se formam ou adentram o Oceano Pacífico noroeste são nomeados pelo Centro Meteorológico Regional Especializado (CMRE) de Tóquio, pertencente a Agência Meteorológica do Japão. A lista é usada sequencialmente, ou seja, não há uma lista determinada para um único ano. Os nomes são dados pelos treze membros do comitê da Organização Meteorológica Mundial para tufões, exceto pela Singapura. Estes treze países ou territórios, junto com a Micronésia. Cada país ou território contribui com dez nomes, que são organizados alfabeticamente conforme o nome (em inglês) do país contribuinte. O primeiro nome utilizado da lista foi Kujira.
| Nação contribuinte         | Nomes     | Nomes     | Nomes     | Nomes    | Nomes    |
| -------------------------- | --------- | --------- | --------- | -------- | -------- |
| Camboja                    | Damrey    | Kong-rey  | Nakri     | Krovanh  | Sarika   |
| República Popular da China | Haikui    | Yutu      | Fengshen  | Dujuan   | Haima    |
| Coreia do Norte            | Kirogi    | Toraji    | Kalmaegi  | Mujigae  | Meari    |
| Hong Kong                  | Kai-Tak   | Man-yi    | Fung-wong | Choi-wan | Ma-on    |
| Japão                      | Tembin    | Usagi     | Kammuri   | Koppu    | Tokage   |
| Laos                       | Bolaven   | Pabuk     | Phanfone  | Ketsana  | Nock-ten |
| Macau                      | Sanba     | Wutip     | Vongfong  | Parma    | Muifa    |
| Malásia                    | Jelawat   | Sepat     | Nuri      | Melor    | Merbok   |
| Micronésia                 | Ewiniar   | Fitow     | Sinlaku   | Nepartak | Nanmadol |
| Filipinas                  | Maliksi   | Danas     | Hagupit   | Lupit    | Talas    |
| Coreia do Sul              | Kaemi     | Nari      | Jangmi    | Mirinae  | Noru     |
| Tailândia                  | Prapiroon | Wipha     | Mekkhala  | Nida     | Kulap    |
| Estados Unidos             | Maria     | Francisco | Higos     | Omais    | Roke     |
| Vietnã                     | Son Tinh  | Lekima    | Bavi      | Conson   | Sonca    |
| Camboja                    | Bopha     | Krosa     | Maysak    | Chanthu  | Nesat    |
| República Popular da China | Wukong    | Haiyan    | Haishen   | Dianmu   | Haitang  |
| Coreia do Norte            | Sonamu    | Podul     | Noul      | Mindulle | Nalgae   |
| Hong Kong                  | Shanshan  | Lingling  | Dolphin   | Lionrock | Banyan   |
| Japão                      | Yagi      | Kajiki    | Kujira    | Kompasu  | Washi    |
| Laos                       | Leepi     | Faxai     | Chan-hom  | Namtheun | Pakhar   |
| Macau                      | Bebinca   | Peipah    | Linfa     | Malou    | Sanvu    |
| Malásia                    | Rumbia    | Tapah     | Nangka    | Meranti  | Mawar    |
| Micronésia                 | Soulik    | Mitag     | Soudelor  | Fanapi   | Guchol   |
| Filipinas                  | Cimaron   | Hagibis   | Molave    | Malakas  | Talim    |
| Coreia do Sul              | Chebi     | Noguri    | Goni      | Megi     | Doksuri  |
| Tailândia                  | Mangkhut  | Rammasun  | Morakot   | Chaba    | Khanun   |
| Estados Unidos             | Utor      | Matmo     | Etau      | Aere     | Vicente  |
| Vietnã                     | Trami     | Halong    | Vamco     | Songda   | Saola    |

### Filipinas
| Auring         | Bising                  | Crising                  | Dante                   | Emong                              |
| Feria          | Gorio                   | Huaning                  | Isang                   | Jolina                             |
| Kiko           | Labuyo                  | Maring                   | Nando                   | Ondoy                              |
| Pepeng         | Quedan                  | Ramil                    | Santi                   | Tino                               |
| Urduja         | Vinta                   | Wilma                    | Yolanda (sem ser usado) | Zoraida (sem usar) (sem ser usado) |
| Lista auxiliar |                         |                          |                         |                                    |
| Alamid         | Bruno (sem ser usado)   | Conching (sem ser usado) | Dolor (sem ser usado)   | Ernie (sem usar) (sem ser usado)   |
| Florante       | Gerardo (sem ser usado) | Hernan (sem ser usado)   | Isko (sem ser usado)    | Jerome (sem usar) (sem ser usado)  |

A Administração de Serviços Atmosféricos, Geofísicos e Astronômicos das Filipinas (PAGASA) usa a sua própria lista (não-oficial) para dar nomes aos ciclones tropicais que se formam ou adentram na área de responsabilidade da agência. As listas são recicladas a cada quatro anos.

## Nomes retirados
Os nomes Morakot, Ketsana e Parma foram aposentados pelo Comitê de tufões ESCAP/WMO. Os nomes Atsani, Champi e In-fa foram escolhidos para substituir Morakot, Ketsana e Parma, respectivamente.
A administração de Serviços atmosféricos, geofísicos e astronômicos das Filipinas (PAGASA) anunciou que tufões Feria, Ondoy e Pepeng tiveram os seus nomes aposentados depois que ambos causaram mais de 300 mortes e 1 mil milhão de danos no valor de PHP nas Filipinas. em junho de 2012, os nomes Fabian, Odette e Paolo foram escolhidos pela PAGASA para substituir Feria, Ondoy e Pepeng, respectivamente.

## Efeitos da temporada
Esta tabela listará todas as tempestades que se desenvolveram em 2009 no noroeste do Oceano Pacífico a oeste da Linha Internacional de data e a norte do Equador. Incluirá a sua intensidade, duração, nome, áreas afectadas, mortes e totais de danos. A classificação e os valores de intensidade serão baseados em estimativas realizadas pela AMJ. Todos os valores dos danos serão em 2009 USD. Danos e mortes causados por uma tempestade incluem quando a tempestade foi uma onda precursora ou uma baixa extratropical.
| Nome                | Datas ativo                    | Classificação maior        | Velocidade ventos sustentados | Pressão               | Áreas afetadas                                                                  | Prejuízos (USD) | Mortos | Refs |
| ------------------- | ------------------------------ | -------------------------- | ----------------------------- | --------------------- | ------------------------------------------------------------------------------- | --------------- | ------ | ---- |
| Auring              | 3 de janeiro – 6               | Depressão tropical         | 45 km/h                       | 1006 hPa (29.71 inHg) | Filipinas                                                                       | $498 000        | 2      |      |
| Bising              | 12 de fevereiro – 13           | Depressão tropical         | 45 km/h                       | 1002 hPa (29.59 inHg) | Filipinas                                                                       | Nenhum          | Nenhum |      |
| Crising             | 30 de abril – maio 1           | Depressão tropical         | 55 km/h                       | Não definido          | Filipinas                                                                       | Nenhum          | Nenhum |      |
| Kujira (Dante)      | 1 de maio – 7                  | Tufão muito forte          | 155 km/h                      | 940 hPa (27.76 inHg)  | Filipinas, Extremo Oriente Russo                                                | $27 000 000     | 28     |      |
| TD                  | 1 de maio – 4                  | Depressão tropical         | 55 km/h                       | 1004 hPa (29.65 inHg) | Nenhum                                                                          | Nenhum          | Nenhum |      |
| Chan-hom (Emong)    | 2 de maio – 9                  | Tufão                      | 120 km/h                      | 975 hPa (28.79 inHg)  | Vietname, Filipinas, Ilhas Ryukyu                                               | $26 100 000     | 60     |      |
| Linfa               | 14 de junho – 22               | Tempestade tropical severa | 110 km/h                      | 975 hPa (28.79 inHg)  | Filipinas, Taiwan, China                                                        | $105 000 000    | 7      |      |
| Nangka (Feria)      | 22 de junho – 27               | Tempestade tropical        | 75 km/h                       | 994 hPa (29.35 inHg)  | Filipinas, China                                                                | $54 000         | 6      |      |
| Soudelor (Gorio)    | 9 de julho – 13                | Tempestade tropical        | 65 km/h                       | 992 hPa (29.29 inHg)  | Filipinas, China, Vietname                                                      | $9 000 000      | 17     |      |
| 06W (Huaning)       | 11 de julho – 14               | Depressão tropical         | 55 km/h                       | 1000 hPa (29.53 inHg) | Taiwan, China                                                                   | Nenhum          | Nenhum |      |
| Molave (Isang)      | 15 de julho – 19               | Tufão                      | 120 km/h                      | 975 hPa (28.79 inHg)  | Filipinas, Taiwan, China                                                        | $8 000          | 5      |      |
| Goni (Jolina)       | 30 de julho – agosto 9         | Tempestade tropical        | 75 km/h                       | 988 hPa (29.17 inHg)  | Filipinas, China, Vietname                                                      | Menor           | 8      |      |
| Morakot (Kiko)      | 2 de agosto – 11               | Tufão                      | 140 km/h                      | 945 hPa (27.91 inHg)  | Filipinas, Japan, Taiwan, China, Coreia                                         | $6 200 000 000  | 789    |      |
| Etau                | 8 de agosto – 14               | Tempestade tropical        | 75 km/h                       | 992 hPa (29.29 inHg)  | Japão                                                                           | $87 500 000     | 28     |      |
| Maka                | 13 de agosto – 17              | Depressão tropical         | 55 km/h                       | 1006 hPa (29.71 inHg) | Nenhum                                                                          | Nenhum          | Nenhum |      |
| Vamco               | 16 de agosto – 26              | Tufão muito forte          | 165 km/h                      | 945 hPa (27.91 inHg)  | Nenhum                                                                          | Nenhum          | Nenhum |      |
| TD                  | 20 de agosto – 21              | Depressão tropical         | 55 km/h                       | 1002 hPa (29.59 inHg) | Japão                                                                           | Nenhum          | Nenhum |      |
| TD                  | 25 de agosto – 27              | Depressão tropical         | 55 km/h                       | 1004 hPa (29.65 inHg) | Nenhum                                                                          | Nenhum          | Nenhum |      |
| Krovanh             | 28 de agosto – setembro 1      | Tempestade tropical severa | 110 km/h                      | 975 hPa (28.94 inHg)  | Japão                                                                           | Nenhum          | Nenhum |      |
| 02C                 | 30 de agosto – setembro 2      | Depressão tropical         | 55 km/h                       | 1004 hPa (29.65 inHg) | Nenhum                                                                          | Nenhum          | Nenhum |      |
| Dujuan (Labuyo)     | 1 de setembro – 10             | Tempestade tropical severa | 95 km/h                       | 980 hPa (29.01 inHg)  | Ilhas Marianas                                                                  | Nenhum          | Nenhum |      |
| TD                  | 3 de setembro – 9              | Depressão tropical         | 45 km/h                       | 1000 hPa (29.53 inHg) | Vietname                                                                        | $2 520 000      | 9      |      |
| Mujigae (Maring)    | 8 de setembro – 12             | Tempestade tropical        | 75 km/h                       | 990 hPa (29.23 inHg)  | Filipinas, China, Vietname                                                      | $14 600 000     | 11     |      |
| Koppu (Nando)       | 12 de setembro – 16            | Tufão                      | 120 km/h                      | 975 hPa (28.94 inHg)  | Filipinas, China                                                                | $313 000 000    | 12     |      |
| Choi-wan            | 12 de setembro – 20            | Tufão violento             | 195 km/h                      | 915 hPa (27.02 inHg)  | Ilhas Marianas                                                                  | Menor           | Nenhum |      |
| TD                  | 23 de setembro – 26            | Depressão tropical         | 45 km/h                       | 1006 hPa (29.71 inHg) | Ilhas Marianas                                                                  | Menor           | Nenhum |      |
| Ketsana (Ondoy)     | 25 de setembro – 30            | Tufão                      | 130 km/h                      | 960 hPa (28.35 inHg)  | Filipinas, Vietname, Laos, Cambódia, Tailândia                                  | $1 090 000 000  | 710    |      |
| 18W                 | 26 de setembro – 30            | Depressão tropical         | 55 km/h                       | 1000 hPa (27.53 inHg) | Ilhas Marianas, Ilhas Carolinas                                                 | Nenhum          | Nenhum |      |
| Parma (Pepeng)      | 27 de setembro – 14 de outubro | Tufão muito forte          | 185 km/h                      | 930 hPa (27.46 inHg)  | Ilhas Carolinas, Filipinas, Taiwan, China, Vietname                             | $617 000 000    | 500    |      |
| Melor (Quedan)      | 29 de setembro – 8 de outubro  | Tufão violento             | 205 km/h                      | 910 hPa (26.87 inHg)  | Ilhas Carolinas, Ilhas Marianas, Japão                                          | $1 500 000 000  | 3      |      |
| Nepartak            | 8 de outubro – 13              | Tempestade tropical        | 85 km/h                       | 992 hPa (29.29 inHg)  | Ilhas Marianas                                                                  | Nenhum          | Nenhum |      |
| Lupit (Ramil)       | 14 de outubro – 27             | Tufão muito forte          | 175 km/h                      | 930 hPa (27.46 inHg)  | Ilhas Carolinas, Filipiinas, Japão                                              | Minor           | Nenhum |      |
| TD                  | 16 de outubro – outubro 20     | Depressão tropical         | 45 km/h                       | 1002 hPa (29.59 inHg) | Vietname, China                                                                 | Nenhum          | Nenhum |      |
| Mirinae (Santi)     | 25 de outubro – novembro 3     | Tufão                      | 150 km/h                      | 955 hPa (28.20 inHg)  | Ilhas Carolinas, Ilhas Marianas, Filipinas, Vietname, Cambodia, Laos, Tailândia | $295 000 000    | 162    |      |
| 24W (Tino)          | 1 de novembro – 2              | Depressão tropical         | 55 km/h                       | 1006 hPa (29.71 inHg) | Filipinas                                                                       | Nenhum          | Nenhum |      |
| 25W                 | 7 de novembro – 10             | Depressão tropical         | 55 km/h                       | 1000 hPa (29.53 inHg) | Nenhum                                                                          | Nenhum          | Nenhum |      |
| 27W (Urduja)        | 21 de novembro – 24            | Depressão tropical         | 55 km/h                       | 1002 hPa (29.59 inHg) | Filipinas                                                                       | Minor           | 4      |      |
| Nida (Vinta)        | 21 de novembro – 3 de dezembro | Tufão violento             | 215 km/h                      | 905 hPa (26.72 inHg)  | Ilhas Carolinas, Ilhas Mariana                                                  | Menor           | Nenhum |      |
| TD                  | 24 de novembro – 25            | Depressão tropical         | 55 km/h                       | 1006 hPa (29.71 inHg) | Malásia, Indonésia, Tailândia                                                   | Nenhum          | Nenhum |      |
| 28W                 | 3 de dezembro – 5              | Depressão tropical         | 45 km/h                       | 1000 hPa (29.53 inHg) | Nenhum                                                                          | Nenhum          | Nenhum |      |
| TD                  | 7 de dezembro – 8              | Depressão tropical         | 45 km/h                       | 1008 hPa (29.77 inHg) | Filipinas                                                                       | Nenhum          | Nenhum |      |
| Totais da temporada |                                |                            |                               |                       |                                                                                 |                 |        |      |
| 41 sistemas         | 3 de janeiro – 8 de dezembro   |                            | 215 km/h                      | 905 hPa (26.72 inHg)  |                                                                                 | $10 287 280 000 | 2348   |      |